# WASP-127
WASP-127 (BD-03°2978) — звезда в созвездии Секстант, которая находится на расстоянии около 332 световых лет от Солнца. Вокруг звезды обращается, как минимум, одна экзопланета.

## Характеристики
WASP-127 представляет собой звезду спектрального класса G, которая сходит с главной последовательности и скоро превратится в субгигант. Она имеет видимую звёздную величину 10,2 и не видна невооружённым глазом. Впервые звезда упоминается в звёздном каталоге Боннского обозрения (BD), составленном под руководством немецкого астронома Фридриха Аргеландера в 1850—1860-х гг. под наименованием BD-03°2978. Масса и диаметр WASP-127 составляют 1,31 и 1,33 солнечных соответственно. Температура поверхности звезды приблизительно равна 5750 кельвинам.

## Планетная система
В 2016 году группой астрономов, работающих в рамках программы SuperWASP, было объявлено об открытии планеты WASP-127 b в системе. Это горячий газовый гигант, имеющий эффективную температуру 1400 кельвинов. Его масса близка к массе Нептуна, однако по объёму он больше Юпитера. WASP-127 b обращается на расстоянии 0,05 а. е. от родительской звезды, совершая полный оборот за четверо с лишним суток. Открытие планеты было совершено транзитным методом. Дальнейшие наблюдения за планетой показали, что она имеет атмосферу, которая почти полностью лишена облаков. Также астрономы предполагают, что в атмосфере присутствуют оксиды титана и ванадия. В 2025 году была определена скорость ветра на WASP-127 b, которая составляет 9 км/c. Таким образом, по состоянию на 2025 год это самый могучий шторм, когда-либо измеренный на любой из всех известных человечеству планет.